# Sanctanus virgatus
Sanctanus virgatus är en insektsart som beskrevs av Delong och Hershberger 1946. Sanctanus virgatus ingår i släktet Sanctanus och familjen dvärgstritar. Inga underarter finns listade i Catalogue of Life.